# 双鸟来螺
双鸟来螺（学名：Auriculastra duplicata），是耳螺科Auriculastra的一种，在鹽沼生活，是一種能呼吸空氣的陸生動物。
耳螺科舊屬原始有肺目(Archaeopulmonata)，今屬異鰓類真有肺類支序。

## 分佈
本物種有見於日本的本州、九州及四國，
在琉球屬於瀕危物種，
亦有見於韓國、東馬來西亞的砂拉越及菲律賓中部的Abatan River、保和島及邦勞島。
亦有出沒於中国大陆，常栖息在潮间带。